# Jacques Nienaber
Pas d'image ? Cliquez ici

Dernière mise à jour le 15 décembre 2023.
Jacques Nienaber, né le 16 octobre 1972 à Bloemfontein, est un physiothérapeute et entraîneur sud-africain de rugby à XV. Il est l'adjoint de Rassie Erasmus de 2004 à 2019 en tant que préparateur physique puis entraîneur de la défense, avant de lui succéder à la tête de l'équipe d'Afrique du Sud en 2020.
Il mène l'équipe d'Afrique du Sud au titre de champion du monde lors de la Coupe du monde 2023 en France.
Depuis 2023, il est entraîneur principal du Leinster.

## Biographie

### Préparateur physique
Jacques Nienaber naît et grandit à Bloemfontein en 1972, où il a fréquenté le Grey College et l'université de l'État-Libre. Il est un physiothérapeute et travaille à partir de 1997 pour l'équipe de rugby à XV de l'État libre, les Free State Cheetahs basés à Bloemfontein. Il occupe également ce rôle avec les Cats lorsque les Free State Cheetahs sont officiellement inclus dans le cadre de la franchise de Super 12 en 1998.
En 2004, il reprend également le rôle de préparateur physique aux Free State Cheetahs. Il reste dans ce rôle lorsque l'ancien troisième ligne de l'équipe nationale sud-africaine Rassie Erasmus prend ses fonctions d'entraîneur en chef en 2005, au cours d'une saison (en) qui voit l'équipe remporter la Currie Cup pour la deuxième fois de leur histoire. L'expansion des équipes de Super 12 à 14 pour la saison 2006 a vu les Cats se diviser entre les Lions et les Cheetahs. Nienaber est alors nommé préparateur physique de la nouvelle franchise Cheetahs, où il travaille de nouveau avec l'entraîneur en chef Erasmus. Ils mènent les Cheetahs à une 10e et 11e place respectivement en 2006 et 2007, et remportent également la Currie Cup à nouveau avec les Free State Cheetahs en 2006, titre partagé avec les Blue Bulls.

### Entraîneur de la défense
Jacques Nienaber déménage au Cap pour rejoindre l’encadrement dirigé par Erasmus lorsque ce dernier est nommé directeur du rugby de la franchise des Stormers en Super 14 et de la Western Province en Currie Cup avant la saison 2008. Il est alors nommé au poste d'entraîneur de la défense.
Après avoir raté la phase finale de Super 14 en 2008 et 2009, il parvient à faire progresser la défense de la franchise. La Western Province termine la saison de la Currie Cup 2009 avec le meilleur bilan défensif. En 2010, l'équipe termine deuxième après la saison régulière, après avoir concédé seulement 171 points en 13 matches, 117 points de moins que les Waratahs, qui avaient la deuxième meilleure défense. L'équipe atteint la finale, où ils s'inclinent contre leurs compatriotes sud-africains des Bulls. La Western Province réalise le même exploit au niveau national, avant de perdre contre les Natal Sharks lors de la finale de Currie Cup. Le travail de Nienaber en tant qu'entraîneur de la défense est noté par l'équipe nationale sud-africaine et il est alors approché pour rejoindre leur encadrement.
Les Stormers atteignent de nouveau la phase finale en 2011 avec le deuxième meilleur record défensif, et la Western Province avait le meilleur record défensif de la Currie Cup 2011. Il a de nouveau été approché par l'équipe nationale, et il a été inclus dans leur équipe d'entraîneurs pour la Coupe du monde de rugby 2011. L'Afrique du Sud est la meilleure défense dans la phase de poule avant de perdre 9-11 contre l'Australie en quart de finale.
Il retourne entraîner les Stormers et la Western Province en 2012. Les deux équipes sont à nouveau les meilleures défenses dans leurs compétitions respectives. Les Stormers atteignant les demi-finales de Super Rugby, tandis que Nienaber remporte son premier titre avec la Western Province en remportant la Currie Cup 2012.
Malgré l'intérêt d'autres équipes telles que les Bulls, Nienaber reste avec les Stormers et rejoint la Mobi-Unit, nouvellement formée, de la fédération sud-africaine de rugby à XV, une équipe d'entraîneurs dirigée par Rassie Erasmus qui rend visite aux équipes de différents niveaux pour transmettre des connaissances de coaching.
Les Stormers ratent les phases finales du Super Rugby en 2013 malgré le meilleur bilan défensif, tandis que la Western Province atteint la finale de la Currie Cup 2013, qu'elle perd contre les Natal Sharks. Les Stormers ont connu une mauvaise saison en 2014, terminant 11e, mais la Western Province remporte la finale de la Currie Cup 2014, deuxième titre de Nienaber en tant qu'entraîneur de la défense. Fin 2014, les Stormers le libèrent pour qu'il rejoigne à plein temps la direction sportive de la fédération sud-africaine dirigé par Rassie Erasmus.
En avril 2016, Rassie Erasmus est nommé directeur du rugby du Munster en Irlande. Jacques Nienaber le suit de nouveau en tant qu'entraîneur de la défense avec un contrat de trois ans.

### Adjoint puis sélectionneur de l'équipe d'Afrique du Sud
En octobre 2017, Erasmus et Nienaber quittent le Munster pour réintégrer la direction sportive de la Fédération sud-africaine de rugby à XV. Le 1er mars 2018, Rassie Erasmus est nommé sélectionneur des Springboks et prend de nouveau Jacques Nienaber dans son staff au poste d'entraîneur de la défense.
Avec les Springboks, il remporte la Coupe du monde 2019, battant l'Angleterre en finale,.
Le 24 janvier 2020, il est nommé sélectionneur des Springboks, succédant à Rassie Erasmus qui prend la fonction de directeur du rugby. Les Springboks ne disputent aucun match en 2020 à cause de la pandémie de Covid-19.
Il remporte la Coupe du monde 2023 en France, son deuxième trophée après 2019 mais cette fois-ci dans le rôle de sélectionneur.

### Retour en Irlande: entraîneur du Leinster
En avril 2023, le Leinster annonce que Jacques Nienaber va intégrer le staff dirigé par Leo Cullen, après la Coupe du monde afin de remplacer Stuart Lancaster, parti au Racing 92.
En décembre 2023, il est pour la première fois présent sur le banc du Leinster lors d'une victoire contre le Connacht. Quelques jours plus tard, son équipe s'impose sur le terrain du Stade rochelais (9-16) en Champions Cup, double champion en titre de la compétition face au Leinster.

## Palmarès

### En club/province
- Vainqueur de la Currie Cup en 2012 et 2014 (en) (entraîneur de la défense)

### En sélection
- Vainqueur du Rugby Championship 2019 (entraîneur de la défense)
- Vainqueur de la Coupe du monde 2019 (entraîneur de la défense) et 2023 (sélectionneur)

## Bilan avec lesSpringboks
| Année | Sélection      | Poste         | The Rugby Championship | Coupe du monde | Classement World Rugby en fin d'année |
| ----- | -------------- | ------------- | ---------------------- | -------------- | ------------------------------------- |
| 2021  | Afrique du Sud | Sélectionneur | 3e                     | n/a            | 1er                                   |
| 2022  | Afrique du Sud | Sélectionneur | 2e                     | n/a            | 4e                                    |
| 2023  | Afrique du Sud | Sélectionneur | 2e                     | 1er            | 1er                                   |